# 未成年特攻
《未成年特攻》是井田博人所畫，由原田宗典的小說──中文譯作《平成湯姆歷險記》──所改編的漫畫作品。在YOUNG GANGAN2004年創刊號連載至2007年17號，全7冊57話。單行本中文版由尖端出版發行，最後一冊已於2010年出版。

## 概要
以原田宗典1992年發表的小説所改編的漫畫。描述擅長扒竊的三位青年男女的故事。以1991年的東京為背景舞台。

## 故事內容
數學很好的蕪木，扒竊高超的信男，看似樂觀的菊地，三人各自擁有不同的家庭背景，唯一相同的是三人都因此活的不快樂。

他們決定合作竊取一流大學的考題，因意外結識的千里婆婆幫助他們實行這個近似不可能成功的瘋狂計畫。

## 出場人物
野村信男
高中3年級，有著天才般扒竊的能力。那種能力「是個自己想要的東西全部都可以得到手的人」，覺得思考人生很無聊。
數學
數學能力很好，所以有了這樣的綽號，與信男一樣是高中3年級。從菊地那裡得到入學考試問題的計畫，然後利用那個計劃，練習扒竊的計畫。父親很早就死了，再婚的母親後來也死了，與他血緣相關的人都沒有了，並且與豪無關連的人一起生活著。對於那個家庭他有很大的怨恨。
菊地
信男他們遇到別校上學的高中少女。她的名字在原作是「薰」。參加扒竊計畫的一位成員。與數學在國中時就認識，並從黑道的兒子那裡聽到入學考試問題而得到的計畫，並請教數學那計畫。
千波千里
營運愛情旅館「新千里」，並且扒竊和竊聽都超級一流的老奶奶。與信男是熟識。知道計畫的事，時常協助信男們。孩提時期雙親因為戰爭死亡，在寄宿時被親戚給冷落，在離婚之後，有過著扒竊、賣淫、賭博生活行為的黑暗過去。

## 單行本
| 冊號 | 日文版（史克威爾·艾尼克斯）          | 中文版（尖端出版社）                |
| ---- | ------------------------------------ | ----------------------------------- |
| 1    | ISBN 9784757514584（2005年6月25日）  | EAN 4717702211318（2007年6月1日）   |
| 2    | ISBN 9784757515550（2005年10月25日） | EAN 4717702214487（2008年3月20日）  |
| 3    | ISBN 9784757516458（2006年3月25日）  | EAN 4717702218188（2008年5月16日）  |
| 4    | ISBN 9784757517424（2006年8月25日）  | EAN 4717702219048（2008年10月14日） |
| 5    | ISBN 9784757519329（2007年1月25日）  | EAN 4717702221652（2009年3月3日）   |
| 6    | ISBN 9784757520295（2007年6月25日）  | EAN 4717702221669（2009年6月1日）   |
| 7    | ISBN 9784757521452（2007年10月25日） | EAN 4717702221676（2010年2月3日）   |

## 外部連結
- （日語） 漫畫版官方網站
- （日語） 漫畫作者網站
- （日語） 原作者原田宗典的小說介紹 （页面存档备份，存于）